# Sundsvall Open Trot
Sundsvall Open Trot är ett årligt travlopp för varmblod som körs över distansen 2140 meter med autostart. Loppet avgjordes för första gången 1996 och går sedan dess av stapeln i slutet av augusti varje år på Bergsåkers travbana utanför Sundsvall i Västernorrlands län.
Sundsvall Open Trot är svensk travsports fjärde största internationella lopp, efter Elitloppet, Åby Stora Pris och Hugo Åbergs Memorial. Sundsvall Open Trot-helgen räknas som Norrlands största sportevenemang.
Premiäråret 1996 var loppets förstapris 600 000 kronor. I samband med 1999 års upplaga höjdes förstaprissumman till 700 000 kronor. Från och med 2005 är loppets förstapris 1 000 000 kronor. Det är ett Grupp 1-lopp, det vill säga ett lopp av högsta internationella klass.

## Rekord

### Hästar
Victory Tilly är den häst som vunnit loppet flest antal gånger, med tre raka segrar i upplagorna åren 2000, 2001 och 2002.
Löpningsrekordet i loppet innehas av 2024 års segrare  Francesco Zet som med kusken Örjan Kihlström vann på tiden 1.09,4, som också var världsrekord. Örjan Kihlström var också näst snabbast tid med hästen Delicious U.S. som vann på tiden 1.10,0 år 2015. tredje snabbaste vinnaren är Milligan's School, som i 2018 års upplaga segrade på tiden 1.10,1.

### Tränare och kuskar
Tränarna Stig H. Johansson, Stefan Melander och Åke Svanstedt har tre segrar vardera i loppet. Örjan Kihlström är den kusk som vunnit loppet flest antal gånger med sina sju segrar.

## Vinnare
| År   | Häst              | Kusk               | Tränare            | Odds  | Tid    | Tvåa             | Trea               |
| ---- | ----------------- | ------------------ | ------------------ | ----- | ------ | ---------------- | ------------------ |
| 2024 | Francesco Zet     | Örjan Kihlström    | Daniel Redén       | 1,98  | 1.09,4 | Mellby Jinx      | Borups Victory     |
| 2023 | Hail Mary         | Örjan Kihlström    | Daniel Redén       | 3,53  | 1.11,3 | Borups Victory   | Missle Hill        |
| 2022 | Moni Viking       | Björn Goop         | Björn Goop         | 6,42  | 1.11,3 | Stoletheshow     | Don Fanucci Zet    |
| 2021 | Very Kronos       | Erik Adielsson     | Svante Båth        | 3,85  | 1.11,3 | Esprit Sisu      | Who's Who          |
| 2020 | Milligan's School | Ulf Eriksson       | Stefan Melander    | 5,47  | 1.10,6 | Sorbet           | Who's Who          |
| 2019 | Ringostarr Treb   | Wilhelm Paal       | Jerry Riordan      | 2,62  | 1.11,2 | Sorbet           | Nadal Broline      |
| 2018 | Milligan's School | Ulf Eriksson       | Stefan Melander    | 20,85 | 1.10,1 | Sorbet           | Pastore Bob        |
| 2017 | Ringostarr Treb   | Wilhelm Paal       | Jerry Riordan      | 6,43  | 1.11,1 | Nadal Broline    | On Track Piraten   |
| 2016 | Nuncio            | Örjan Kihlström    | Stefan Melander    | 1,32  | 1.11,7 | On Track Piraten | D.D.'s Hitman      |
| 2015 | Delicious U.S.    | Örjan Kihlström    | Daniel Redén       | 2,88  | 1.10,0 | On Track Piraten | Ringostarr Treb    |
| 2014 | Quid Pro Quo      | Erik Adielsson     | Svante Båth        | 14,56 | 1.11,2 | Oasis Bi         | Canaka B.F.        |
| 2013 | Panne de Moteur   | Örjan Kihlström    | Stefan Hultman     | 6,74  | 1.10,9 | Sebastian K.     | Save The Quick     |
| 2012 | Sebastian K.      | Åke Svanstedt      | Åke Svanstedt      | 2,38  | 1.11,6 | Amaru Boko       | Viola Silas        |
| 2011 | Joke Face         | Erik Adielsson     | Lutfi Kolgjini     | 5,44  | 1.11,7 | Iceland          | Noras Bean         |
| 2010 | Lisa America      | Torbjörn Jansson   | Jerry Riordan      | 9,29  | 1.12,2 | Beanie M.M.      | Torvald Palema     |
| 2009 | Commander Crowe   | Peter Ingves       | Petri Puro         | 4,30  | 1.12,1 | Torvald Palema   | Adrian Chip        |
| 2008 | Triton Sund       | Jörgen Sjunnesson  | Stefan Hultman     | 5,57  | 1.11,6 | Jaded            | Giant Superman     |
| 2007 | Giant Superman    | Fredrik B. Larsson | Fredrik B. Larsson | 62,50 | 1.12,7 | Going Kronos     | Jocose             |
| 2006 | Giant Diablo      | Örjan Kihlström    | Roger Walmann      | 10,39 | 1.12,5 | Digger Crown     | Gazza Degato       |
| 2005 | Spring Ray        | Björn Goop         | Håkan Olofsson     | 6,77  | 1.12,7 | Gidde Palema     | Malabar Circle Ås  |
| 2004 | Infant du Bossis  | Örjan Kihlström    | Stefan Melander    | 5,49  | 1.12,0 | Giant Superman   | Kart de Baudrairie |
| 2003 | Gidde Palema      | Åke Svanstedt      | Åke Svanstedt      | 1.23  | 1,13,5 | Digger Crown     | Couch Doctor       |
| 2002 | Victory Tilly     | Stig H. Johansson  | Stig H. Johansson  | 1,07  | 1.12,1 | Etain Royal      | Com Hector         |
| 2001 | Victory Tilly     | Stig H. Johansson  | Stig H. Johansson  | 1,27  | 1.12,2 | Giesolo de Lou   | Igor Brick         |
| 2000 | Victory Tilly     | Stig H. Johansson  | Stig H. Johansson  | 1,92  | 1.12,7 | Petit Aubiose    | Giesolo de Lou     |
| 1999 | Remington Crown   | Joseph Verbeeck    | Jan Kruithof       | 2,65  | 1.13,0 | Fridhems Ambra   | Edu's Speedy       |
| 1998 | Zoogin            | Åke Svanstedt      | Åke Svanstedt      | 1,72  | 1.14,6 | Scandal Play     | Rite On Line       |
| 1997 | Scandal Play      | Bo Eklöf           | Lars Marklund      | 9.13  | 1.13,5 | Petit Aubiose    | Zoogin             |
| 1996 | His Majesty       | Torbjörn Jansson   | Annelie Henriksson | 9,12  | 1.13,6 | Zoogin           | Rite On Line       |